# Grad Seltenheim
Grad Seltenheim ali grad Žalem je grad, ki leži na hribu zahodno od koroške prestolnice Celovec, nad golf igriščem kluba Klagenfurt-Seltenheim na Halleggerjevi ulici  (Halleger Straße). Grad je spomeniško zaščitena stavba (Listeneintrag). 

## Zgodovina
Grad Saldenheim ali tudi grad Žalem je bil prvič omenjen v listini leta 1193, ko je omenjen Algerus de Saldenheim, ki je prvi član družine Seltenheimer. Leta 1222 je v listini omenjen Kolo Saldenhofski (Seltenheimski), ki je bil poročen s hčerko Otona I. Trušenjskega. Kasneje med leti 1331 in 1348 je grad pripadal gospodom Ptujskim. Herdegen Ptujski je leta 1348 grad prodal Otonu Liechtensteinskemu iz Muraua. V madžarski vojni je bil Nikolaj Liechtensteinski zaveznik Madžarov, ki jih je v državo pripeljal salzburški nadškof, in jim leta 1483 med drugim dal na razpolago svoj grad Seltenheim. Zato je leta 1487 cesar Friderik III. grad oblegal, zavzel in požgal. Leta 1527 je bilo gospostvo z gradom predano Ivanu in Andreju Ungnadskima. Liechtenštajnci so šele na koncu 16. stoletja postali ponovno lastniki posesti in ponovno zgradili grad. Zadnji predstavnik štajerskih Lihtenštajnov je bil Oton VIII., ki je umrl leta 1619. 
Njegova sestra Elizabeta je bila poročena z baronom Moricom Windischgrätzom. Posestvo je podedovala, vendar je morala kot protestantka zapustiti Koroško in se preseliti v Nürnberg. Njen sin Janez Friderik baron Windischgrätz se je spreobrnil nazaj v katolicizem in je tako lahko obdržal Seltenheim. Družina Windischgrätz je tu živela do leta 1821. Nato so posestvo prodali trgovcu Francu von Platzerju. Njegovo družino na Koroškem zasledimo že od 15. stoletja. Nato so bili lastniki Ludvik Fouque (1841), Franc Karis (1844) in istega leta Tomaž vitez von Moro, ki ga je takoj naprej prodal.  Novi lastnik je bil Jurij Kometter baron Trübeinski. Izhajal je iz družine srednjega razreda, v kateri so prevladovali usnjarji, izdelovalci mila in upravitelji posesti. Zgradil je sedanji grad. Leta 1920 je posest prevzela Sidonija grofica Wagensperška, ki je leta 1951 prešla v last Kurta Hansemanna-Wagensperga. V šestdesetih letih 20. stoletja je Seltenheim v poletnih mesecih deloval kot grajsko gostišče. Okoli leta 1992 je bila lastnica gradu gospa Ebba iz Habsburško-Lothringenskih. Ob koncu 20. stoletja pa je grad in posest kupil mecen umetnosti, dr. Walter Moser. 
Stavba, ki je bila obsežno obnovljena leta 1972, je bila v zadnjih letih ponovno obsežno prenovljena in spremenjena v luksuzno rezidenco s heliportom. Je naseljena in je odprta le v času poletnih grajskih koncertov. Spomladi 2021 je bil grad naprodaj za 20 milijonov evrov.

## Opis stavbe
Grad je dvonadstropen in podolgovat z nepravilnim tlorisom. Majhno, odprto notranje dvorišče ima stebrne arkade v obeh nadstropjih in stopniščni podaljšek v jugovzhodnem vogalu. Zahodno pročelje stavbe prekinja trinadstropni stolp. Jugozahodni vogal ima erkerno okno na konzolah. Na vzhodni strani je vhodni stolp s šilasto obokanim vhodnim portalom. Ta nosi grb Kometter-Fritschev.

## Kapela svete trojice
Grajska kapela sv. Trojice je po gradbenem napisu leta 1668 zgradil Janez Friderik Windischgraetz, leta 1670 pa je bila posvečena. Verjetno je pred njo stala gotska dvojna kapela. Kapela se prvič omenja leta 1417. Stavba je visoka in vitka, kor je nekoliko zamaknjen. Ladja in kor sta banjasto obokana s suličastimi kapami. Zidana galerija orgel na južni strani ima tri osi in sloni na dveh toskanskih stebrih in okroglih lokih. Veliki oltar je iz leta 1668, stranska oltarja sta prav tako iz 17. stoletja.

## Spletne povezave
- Seltenheim